# Gary Owen
Gary Owen (ur. 1929; zm. 4 lipca 1995 w Brisbane), snookerzysta walijski, później reprezentujący również Anglię i Australię.
Przez wiele lat był graczem ze statusem amatorskim. W 1944 wygrał inauguracyjną edycję mistrzostw Wielkiej Brytanii do lat 16; w 1950 przegrał w finale mistrzostw amatorów Anglii, następnie osiadł w Anglii (Birmingham), został strażakiem i przez kilkanaście lat nie występował w turniejach; w tym okresie sukcesy osiągał jego młodszy brat, Marcus (m.in. dwukrotnie mistrzostwo Anglii amatorów).
W 1963 zdobył tytuł amatorskiego mistrza Anglii, po pokonaniu trzykrotnego mistrza Rona Gossa 11:3 w finale. Sukces ten dał Owenowi prawo występu w mistrzostwach świata amatorów, i tu również okazał się najlepszy, triumfując na zawodach w Kalkucie w 1963. Obronił trofeum w 1966 w Karaczi; pokonał w finale Johna Spencera, który kilka miesięcy wcześniej zdobył mistrzostwo Anglii po pokonaniu Marcusa Owena – był to więc udany rodzinny rewanż.
W 1968 przyjął status zawodowy, razem ze Spencerem i Rayem Reardonem; dotarł do finału mistrzostw świata (pierwszych po reaktywowaniu formuły turniejowej) w 1969, przegrał jednak decydujący mecz ze Spencerem 24:37. W 1970 w półfinale kolejnej edycji zdecydowanie przegrał z Johnem Pulmanem. Bez większego powodzenia startował w mistrzostwach sezonu 1970/1971, rozgrywanych w Australii; odpadł w rundzie grupowej, podjął jednocześnie decyzję o pozostaniu w Australii.
W 1972 nie wystąpił w mistrzostwach, rok później przegrał w ćwierćfinale z późniejszym mistrzem Reardonem; 1974 w II rundzie przegrał z bratem Marcusem. Na dwóch porażkach z Dennisem Taylorem, 1975 w ćwierćfinale i 1976 w I rundzie, zakończył swoje występy w mistrzostwach świata.
Nie udało mu się pokonać wieloletniego obrońcy tytułu, Eddie Charltona, w walce o zawodowe mistrzostwo Australii. Reprezentował swój nowy kraj w rozgrywkach drużynowych World Team Classic (późniejszy Puchar Świata).